# Xã Jackson, Quận Darke, Ohio
Xã Jackson (tiếng Anh: Jackson Township) là một xã thuộc quận Darke, tiểu bang Ohio, Hoa Kỳ. Năm 2010, dân số của xã này là 2.876 người.